# Kistler (Pennsylvanie)
Pour les articles homonymes, voir Kistler.
Kistler est un borough situé au sud-ouest du comté de Mifflin, en Pennsylvanie, aux États-Unis,. En 2010, il comptait une population de 320 habitants, estimée au 1er juillet 2020 à 316 habitants. Le borough est incorporé en 1925.

## Démographie
Lors du recensement de 2010, le borough comptait une population de 320 habitants. Elle est estimée, en 2020, à 316 habitants.

### Source de la traduction
- (en) Cet article est partiellement ou en totalité issu de l’article de Wikipédia en anglais intitulé « Kistler, Pennsylvania » (voir la liste des auteurs).